# Clidastes
Clidastes és un gènere extint de sauròpsids (rèptils) escatosos de la família dels mosasàurids que visqueren al Cretaci superior en el que avui és Amèrica del Nord. Va ser descrit pel paleontòleg estatunidenc Edward Drinker Cope el 1868.

## Descripció
Les espècies del gènere Clidastes són considerades com unes de les més antigues dins els mosasàurids, així com les més petites (3,5 metres de longitud). Tenien el cap estret i un cos esvelt, la qual cosa els conferia una forma molt hidrodinàmica. No se'ls considera molt hàbils, ja que les seves aletes no estaven totalment palmejades. No obstant això, posseïen ramificacions nervioses que s'estenien fins a la punta de la cua, la qual cosa els permetria batre l'aigua per moure's a grans velocitats.

## Taxonomia
- Clidastes propython Cope, 1869
- Clidastes iguanavus Cope, 1868
- Clidastes liodontus Merriam, 1894